# ブリストル ハーキュリーズ

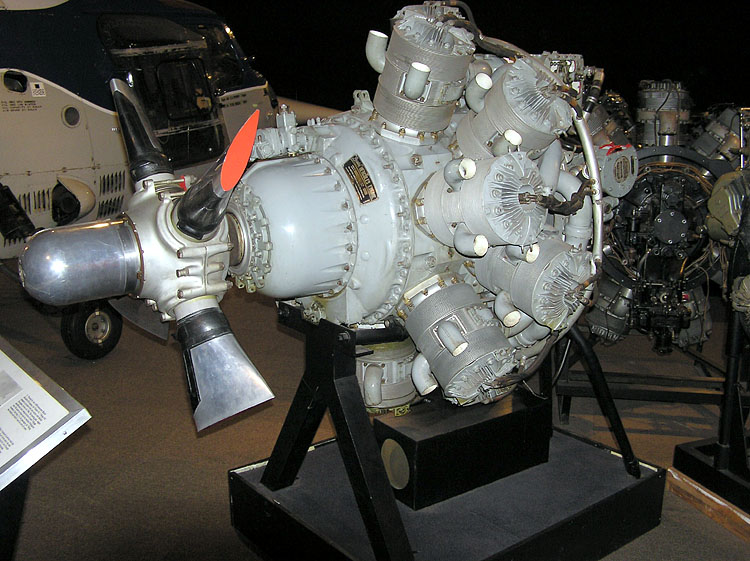
エンジン前方に2本の排気ポート、後方に3本の吸気ポートを備える（切断されたL字型のダクトが各ポート）。

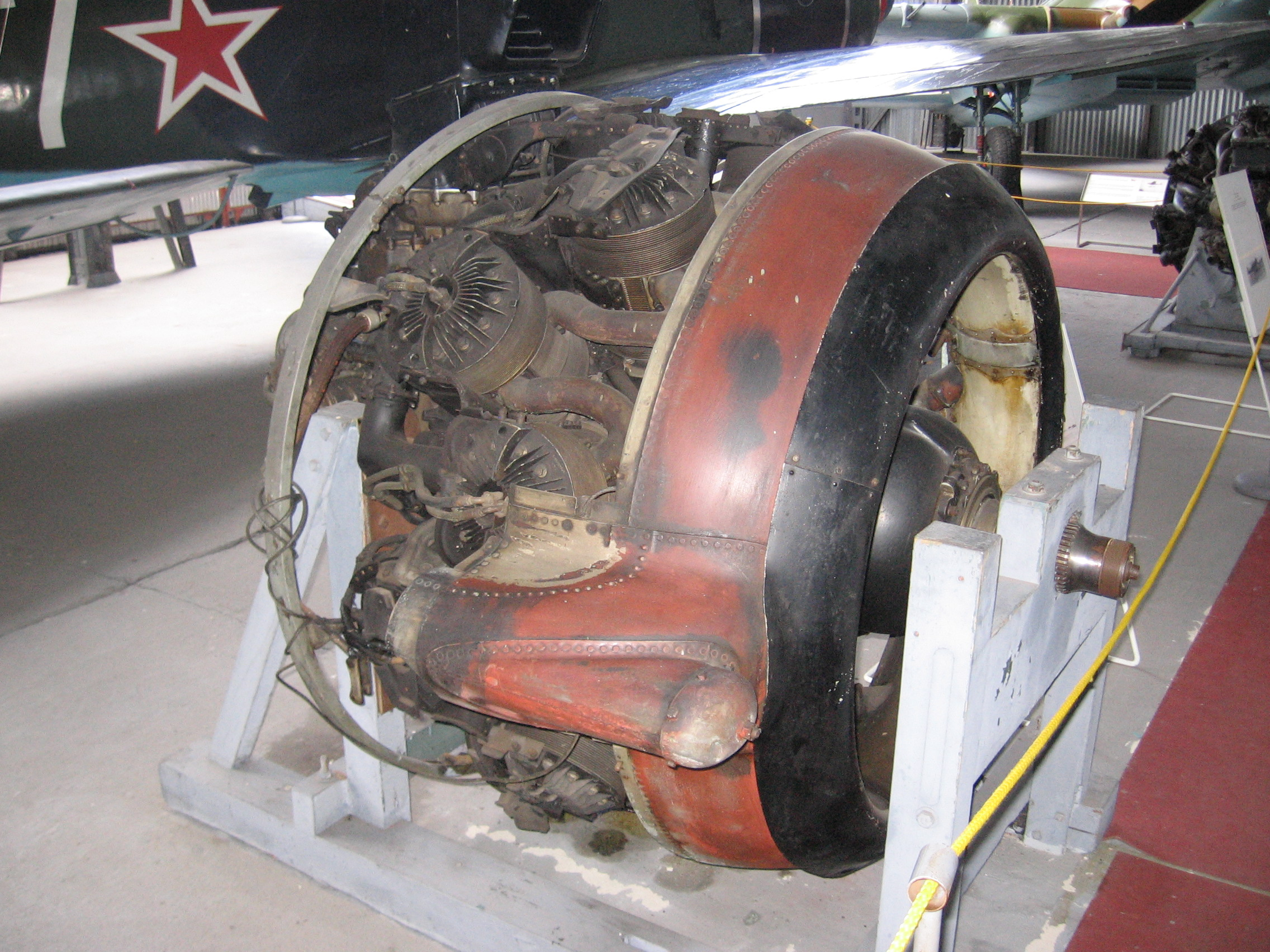
チェコスロバキアの航空博物館（Aviation Museu Kbely, Prague）でカウリングの一部と共に展示保存されているハーキュリーズ

ハーキュリーズ（Hercules）はイギリスのブリストル飛行機（以下、ブリストル）で開発された航空機用複列14気筒空冷星型エンジンである。ブリストルの技術者ロイ・フェデンによって設計され、1939年から生産された。その後開発されたセントーラスなどのブリストル製空冷エンジンと同じくスリーブバルブを採用していることに特徴があり、第二次世界大戦中期の多くの航空機に搭載された。

## 特徴
ハーキュリーズで導入されているスリーブバルブの大きな利点は、気筒の吸気・排気バルブの形状・大きさ・数を理想的に設計することが可能なことであり、それによって体積効率を高めることができた。特に多重列の星型エンジンではスペースや配置の問題で1つの気筒に2つ以上のバルブを設けることは難しかったが、スリーブバルブを採用すれば比較的柔軟に対処可能であった。
ブリストルがスリーブバルブを初めて採用したのは1930年代に生産された空冷星型単列エンジンであるパーシューズ（出力750hp）とアクアリア（出力500hp）においてであった。当時の航空機の発展は急速であり、両エンジンではすぐに出力不足となってしまったため、ブリストルは両者を複列化してより大出力のエンジンを作ることを企画した。こうしてパーシューズはハーキュリーズとして、アクアリアはトーラスとして発展することになった。
ハーキュリーズシリーズの第一弾はハーキュリーズ Iと呼ばれ、出力1,290hpを発揮し1939年から配給が始まった。その後すぐに改良し出力1,375hpに出力向上したハーキュリーズ IIが登場して発展を重ね、出力1,650hpのハーキュリーズ VIが最も普及したバージョンとなった。大戦後半に供給されたハーキュリーズ VIは1,735hpの出力を生み出すことができた。
ハーキュリーズはボーファイターをはじめとする数々のブリストル製航空機に搭載されたが、主にランカスターのような爆撃機で用いられることが多かった。またハーキュリーズは軍用だけではなく、民間航空機のエンジンとして使用されることもあった。使用はイギリス国内に留まらず、フランスのスネクマでライセンス生産されてノール ノラトラに搭載された。
ハーキュリーズは信頼性の高さからパイロットと整備員に愛され、総生産数は57,400基以上にも及んだ。

## 性能諸元（ハーキュリーズ VI）
- タイプ：空冷星型複列14気筒（7シリンダー×2列）
- ボア×ストローク：146 mm × 165 mm
- 排気量：38,700cc
- 全長：
- 直径：1,320 mm
- 重量：875 kg
- 1シリンダー当りのバルブ数：吸気×3,排気×2 （スリーブバルブ）
- 圧縮比：7.0
- 過給機：遠心型機械式1段2速
- 離昇馬力：1,675 hp @2,700 rpm
- 出力体積比：0.042 hp/cm³ (0.70 hp/in³)
- 出力重量比：2.2 hp/kg (0.98 hp/lb)

## 搭載機
- アームストロング・ホイットワース アルベマール
- アブロ ランカスター
- ブリストル ボーファイター
- Bristol Freighter
- ハンドレページ ハリファックス
- Handley Page Hastings
- Handley Page Hermes
- ノール ノラトラ
- サンダース・ロー ラーウィック
- Short S.26
- Short Seaford
- ショート ソレント
- ショート スターリング
- Vickers Valetta
- Vickers Varsity
- ビッカース ヴァイキング
- ビッカース ウェリントン